# COSAFA
Der Council of Southern Africa Football Associations (etwa Rat der Fußballverbände des südlichen Afrika), meist nur COSAFA genannt, ist seit 1992 der regionale Fußballverband der Confédération Africaine de Football (CAF) im südlichen Afrika. Er hat 14 Mitgliedsverbände sowie ein assoziiertes Mitglied.
Der Hauptsitz des Verbandes ist in Gaborone in Botswana. Seit 2008 gibt es ein zusätzliches Verwaltungsbüro in Johannesburg, Südafrika.
Präsident ist seit 2022 Artur de Almeida e Silva aus Angola.
Im Mai 2024 wurden erstmals die COSAFA Awards als höchste Fußballauszeichnung im südlichen Afrika vergeben.

## Mitgliedsverbände
| - Angola – Beitritt 1997 - Botswana – 1997 - Eswatini – 1997 - Komoren – 2007 - Lesotho – 1997 - Madagaskar – 2000 - Malawi – 1997 - Mauritius – 2000 | - Mosambik – 1997 - Namibia – 1997 - Sambia – 1997 - Seychellen – 2000 - Simbabwe – 1997 - Südafrika – 1997 - Réunion (kein FIFA Mitglied) – assoziiert |

## Wettbewerbe

### Männer
Nationalmannschaften
- COSAFA Cup
- COSAFA U-23-Meisterschaft (1998–2002)
- COSAFA U-20-Meisterschaft
- COSAFA U-17-Meisterschaft
- COSAFA Beach Soccer Championship
- COSAFA Schools Cup (seit 2022)

### Frauen
Nationalmannschaften
- COSAFA Women’s Championship
- COSAFA U-20-Meisterschaft der Frauen
- COSAFA U-17-Meisterschaft der Frauen
- COSAFA Girls Schools Cup (seit 2022)

Klubs
- COSAFA Women’s Champions League (seit 2021)

## COSAFA Awards
Die Auszeichnungen wurden erstmals 2024 für das Kalenderjahr 2023 vergeben. Bisherige Gewinner sind:
- Spieler des Jahres: Percy Tau (Südafrika)
- Spielerin des Jahres: Racheal Kundananji (Sambia)
- Trainer des Jahres: Rulani Mokwena (Südafrika) – Mamelodi Sundowns
- Trainerin des Jahres: Desiree Ellis (Südafrika) – südafrikanische Fußballnationalmannschaft der Frauen
- Torhüter des Jahres: Ronwen Williams (Südafrika) – Mamelodi Sundowns
- Torhüterin des Jahres: Andile Dlamini (Südafrika) – Mamelodi Sundowns
- Bester Nachwuchsspieler: Thapelo Maseko (Südafrika) – Mamelodi Sundowns
- Beste Nachwuchsspielerin: Leticia Chinyamula (Malawi) – Ascent Academy
- Bester Nachwuchsschiedsrichter: Tsiaro Randriambololoma (Madagaskar)
- Bester Schiedsrichter: Jerson Dos Santos (Angola)
- Beste Schiedsrichterin: Diana Chikotesha (Sambia)
- Schiedsrichterlegende: Victor Gomes (Südafrika)
- Lebenswerk (Spieler): Janine van Wyk (Südafrika)
- Lebenswerk (Trainer): Felix Tangawarima (Simbabwe)
- Lebenswerk für Frauenfußballs: Fran Hilton-Smith (Südafrika)
- Lebenswerk (Trainer): Sunday Chidzambwa (Simbabwe)
- Lebenswerk (Medien): Mark Gleeson (Südafrika)